# Leichtathletik-Länderkampf der Männer 1929 Japan – Deutschland
| 5. Leichtathletik-Länderkampf mit deutscher Beteiligung 1929 | 5. Leichtathletik-Länderkampf mit deutscher Beteiligung 1929 |
| ------------------------------------------------------------ | ------------------------------------------------------------ |
|                                                              |                                                              |
| Ländervergleich der Männer: Japan – Deutschland              |                                                              |
| Austragungsort                                               | Tokio                                                        |
| Wettbewerbe                                                  | 15                                                           |
| Datum                                                        | 5./6. Oktober 1929                                           |
| 1. GER 2. JPN                                                | 79,5 Punkte 71,5 Punkte                                      |
| Chronik                                                      |                                                              |
| ← SUI-GER (M)                                                | erster LK 1930:00 ENG-GER (F) →                              |

Im fünften Vergleich des Leichtathletik-Länderkampfjahres 1929 kam es zur ersten Begegnung von Deutschlands Männern mit Sportlern aus einem Land außerhalb von Europa. Spät in der Saison traf das deutsche Team in seinem insgesamt siebzehnten Länderkampf auf eine Vertretung aus Japan. Am 5./6. Oktober wurde das Aufeinandertreffen in der japanischen Hauptstadt Tokio ausgetragen. Gegen den starken Gegner setzten sich die deutschen Athleten mit 79,5 Punkten gegenüber 71,5 Punkten des japanischen Teams knapp aber eindeutig durch. In der Bilanz war es bei einer Niederlage der sechzehnte deutsche Sieg in einem Länderkampf.

## Wettbewerbe
Die dreizehn Einzelwettbewerbe waren identisch mit den in den beiden Länderkämpfen gegen Frankreich und die Schweiz ausgetragenen schon üblichen Disziplinen. Die beiden Staffeln dagegen wichen ab vom gewohnten Programm. Auf dem Plan standen eine 4-mal-200-Meter-Staffel sowie eine Schwedenstaffel (100 Meter – 200 Meter – 300 Meter – 400 Meter).

## Modus
Die Regeln waren dieselben wie beim Aufeinandertreffen mit Frankreich. Es wurde das Wertungssystem angewendet, das sich in den späteren Jahren immer mehr etablierte. Jede Mannschaft trat in den Einzelwettbewerben mit je zwei Teilnehmern an. Die Sieger erhielten jeweils fünf Punkte, die Zweitplatzierten jeweils drei und die Drittplatzierten je zwei Punkte. Die Athleten auf dem jeweils vierten Rang kamen noch mit je einem Punkt in die Wertung. In den beiden Staffeln brachte Platz eins drei Punkte und Platz zwei einen Punkt.

## Legende
Kurze Übersicht zur Bedeutung der Symbolik – so üblicherweise auch in sonstigen Veröffentlichungen verwendet:
| k. A. | keine Angabe |

## Resultate

### 100 m
| Platz | Athlet             | Land | Zeit (s) |
| ----- | ------------------ | ---- | -------- |
| 1     | Eugen Eldracher    | GER  | 10,6     |
| 2     | Nambu Chūhei       | JPN  | 10,7     |
| 3     | Friedrich Wichmann | GER  | 10,7     |
| 4     | Anno Izuo          | JPN  | k. A.    |

Datum: 6. Oktober

### 200 m
| Platz | Athlet             | Land | Zeit (s) |
| ----- | ------------------ | ---- | -------- |
| 1     | Eugen Eldracher    | GER  | 21,8     |
| 2     | Yoshioka Takayoshi | JPN  | 21,9     |
| 3     | Nishi Teiichi      | JPN  | k. A.    |
| 4     | Friedrich Wichmann | GER  | k. A.    |

Datum: 5. Oktober

### 400 m
| Platz | Athlet             | Land | Zeit (s) |
| ----- | ------------------ | ---- | -------- |
| 1     | Harry Werner Storz | GER  | 48,8     |
| 2     | Hermann Engelhard  | GER  | k. A.    |
| 3     | Nakajima Itarō     | JPN  | k. A.    |
| 4     | Kiuchi K.          | JPN  | k. A.    |

Datum: 6. Oktober

### 800 m
| Platz | Athlet            | Land | Zeit (min) |
| ----- | ----------------- | ---- | ---------- |
| 1     | Otto Peltzer      | GER  | 1:58,4     |
| 2     | Hermann Engelhard | GER  | k. A.      |
| 3     | Okada Hideo       | JPN  | k. A.      |
| 4     | Hamada Tsunemori  | JPN  | k. A.      |

Datum: 5. Oktober

### 1500 m
| Platz | Athlet             | Land | Zeit (min) |
| ----- | ------------------ | ---- | ---------- |
| 1     | Otto Peltzer       | GER  | 4:04,8     |
| 2     | Herbert Böcher     | GER  | k. A.      |
| 3     | Kitamoto Masamichi | JPN  | k. A.      |
| 4     | Fujiki J.          | JPN  | k. A.      |

Datum: 6. Oktober

### 5000 m
| Platz | Athlet              | Land | Zeit (min) |
| ----- | ------------------- | ---- | ---------- |
| 1     | Kitamoto Masamichi  | JPN  | 15:30,8    |
| 2     | Tsuda Seiichirō     | JPN  | k. A.      |
| 3     | Siegfried Dieckmann | GER  | k. A.      |
| 4     | Willi Boltze        | GER  | k. A.      |

Datum: 5. Oktober

### 110 m Hürdenlauf
| Platz | Athlet            | Land | Zeit (s) |
| ----- | ----------------- | ---- | -------- |
| 1     | Miki Yoshio       | JPN  | 15,1     |
| 2     | Kurt Weiß         | GER  | k. A.    |
| 3     | Shima S.          | JPN  | k. A.    |
| 4     | Heinrich Troßbach | GER  | k. A.    |

Datum: 5. Oktober

### 4 × 200 m Staffel
| Platz | Besetzung       | Land                                                            | Zeit (min) |
| ----- | --------------- | --------------------------------------------------------------- | ---------- |
| 1     | Deutsches Reich | Harry Werner Storz Kurt Weiß Friedrich Wichmann Eugen Eldracher | 1:27,4     |
| 2     | Japan           | Yoshioka Takayoshi Osawa Shigetoshi Nambu Chūhei Anno Izuo      | k. A.      |

Datum: 6. Oktober

### Schwedenstaffel (100 m – 200 m – 300 m – 400 m)
| Platz | Besetzung       | Land                                                               | Zeit (min) |
| ----- | --------------- | ------------------------------------------------------------------ | ---------- |
| 1     | Deutsches Reich | Friedrich Wichmann Eugen Eldracher Harry Werner Storz Otto Peltzer | 1:57,4     |
| 2     | Japan           | Nishi Teiichi Osawa Shigetoshi Yoshioka Takayoshi Okada Hideo      | k. A.      |

Datum: 5. Oktober

### Hochsprung
| Platz | Athlet          | Land | Höhe (m) |
| ----- | --------------- | ---- | -------- |
| 1     | Kimura Kazuo    | JPN  | 1,90     |
| 2     | Ono Misao       | JPN  | 1,90     |
| 3     | Wilhelm Ladewig | GER  | 1,88     |
| 4     | Gustav Wegner   | GER  | 1,70     |

Datum: 6. Oktober

### Stabhochsprung
| Platz | Athlet           | Land | Höhe (m) |
| ----- | ---------------- | ---- | -------- |
| 1     | Nishida Shūhei   | JPN  | 3,90     |
| 2     | Gustav Wegner    | GER  | 3,85     |
| 3     | Oda Mikio        | JPN  | 3,80     |
| 4     | Erich Köchermann | GER  | 3,40     |

Datum: 5. Oktober

### Weitsprung
| Platz | Athlet           | Land | Weite (m) |
| ----- | ---------------- | ---- | --------- |
| 1     | Nambu Chūhei     | JPN  | 7,31      |
| 2     | Erich Köchermann | GER  | 7,18      |
| 3     | Wilhelm Ladewig  | GER  | 6,87      |
| 3     | Oda Mikio        | JPN  | 6,87      |

Datum: 6. Oktober

### Kugelstoßen
| Platz | Athlet          | Land | Weite (m) |
| ----- | --------------- | ---- | --------- |
| 1     | Emil Hirschfeld | GER  | 15,51     |
| 2     | Kurt Weiß       | GER  | 13,80     |
| 3     | Takada Shizuo   | JPN  | 13,51     |
| 4     | Saito Masae     | JPN  | 12,86     |

Datum: 5. Oktober

### Diskuswurf
| Platz | Athlet          | Land | Weite (m) |
| ----- | --------------- | ---- | --------- |
| 1     | Saito Masae     | JPN  | 42,05     |
| 2     | Emil Hirschfeld | GER  | 41,14     |
| 3     | Itabashi M.     | JPN  | 40,07     |
| 4     | Kurt Weiß       | GER  | 39,62     |

Datum: 6. Oktober

### Speerwurf
| Platz | Athlet           | Land | Weite (m) |
| ----- | ---------------- | ---- | --------- |
| 1     | Herbert Molles   | GER  | 62,88     |
| 2     | Sumiyoshi Kōsaku | JPN  | 57,85     |
| 3     | Suganumo Noburo  | JPN  | 57,47     |
| 4     | Gustav Wegner    | GER  | k. A.     |

Datum: 6. Oktober